# بيبي ريكسا
بليتا «بيبي» ريكسا (بالإنجليزية: Bebe Rexha)‏ ولدت في 30 أغسطس 1989 مغنية، كاتبة ومنتجة أغاني أمريكية.
تعرف بكونها مؤدية صوتية في عدد من الأغاني المعروفة أهمها “باسم الحب” (بالإنجليزية: in the name of love)‏ للدي جي (dj) العالمي مارتن غاريكس (بالإنجليزية: martin garrix)‏ كذلك في أغنية أنا ونفسي وأنا (بالإنجليزية: me myself and I)‏ مع مغني جي_إيزي (بالإنجليزية: G_easy )‏
.كما تعرف كذلك بكتاباتها لبعض الأغاني لفنانين معروفين أهمها ماقدمته لريانا وإيمنيم في أغنية الوحش (بالإنجليزية: the monster)‏ .في سنة 2016 أطلقت أغنيتها «لا قلوب مكسورة» (بالإنجليزية: no broken hearts)‏ مع المغنية نيكي ميناج.إضافة لأغنية «لدي أنت» (بالإنجليزية: I got you)‏ و «الرقص مع أحد» (بالإنجليزية: dance with somebady)‏ . وحققت أغانيها تفاعلا إيجابيا من النقاد.

## حياتها
ولدت بيبي في 30 من أغسطس 1989 في بروكلين نيويورك في الولايات المتحدة الأمريكية من أبوين مهاجرين من أصول ألبانية.إذ ولد أبوها في جمهورية مقدونيا وهاجر إلي الولايات المتحدة في عمر 21 عاما بينما ولدت والدتها في أمريكا لعائلة ألبانية الأصل،
من اعمالها الفنية فيديو كليب باسم "
```
Meant to be" مع فرقة "Florida Georgia Line" في 23 أكتوبر 2017 والذي حقق مشاهدات على موقع يوتيوب حتى الآن أكثر من 900 مليون مشاهدة منذ عرضة على قناتها الخاص.
```

آخر أعمالها الفنية فيديو كليب باسم "Baby, I'm Jealous" في (9/10/2020) بالتعاون مع دوجا كات الذي حقق حتي الآن أكثر من 46 مليون مشاهدة منذ أن تم عرضه علي قناتها.

## فيلموغرافيا

### أفلام[7]
| سنة  | Title     | Role                         | Notes      |
| ---- | --------- | ---------------------------- | ---------- |
| 2019 | دمى قبيحة | Tuesday (The Spygirls dolls) | صوت الممثل |

### الجوائز والترشيحات[8]
| السنة | الحدث                              | جائزة                             | العمل المرشح        | نتيجة        |
| 2015  | Teen Choice Awards                 | Best Collaboration                | Hey Mama            | رشحت         |
| 2015  | MTV Europe Music Awards            | Best Collaboration                | Hey Mama            | رشحت         |
| 2015  | MTV Video Music Awards             | Song of Summer                    | Hey Mama            | رشحت         |
| 2015  | NRJ Music Award                    | Video of the Year                 | Hey Mama            | رشحت         |
| 2016  | iHeartRadio Music Awards           | Dance Song of the Year            | Hey Mama            | رشحت         |
| 2016  | Billboard Music Award              | Top Dance/Electronic Song         | Hey Mama            | رشحت         |
| 2016  | BMI London Awards                  | Award-Winning Songs               | Hey Mama            | فازت         |
| 2016  | BMI London Awards                  | Dance Song Award                  | Hey Mama            | فازت         |
| 2016  | BMI Pop Awards                     | Award-Winning Songs               | Hey Mama            | فازت         |
| 2016  | International Dance Music Awards   | Best Rap/Hip Hop/Trap Dance Track | Hey Mama            | فازت         |
| 2016  | MTV Europe Music Awards            | Best New Act                      | Bebe Rexha          | Nominated    |
| 2016  | MTV Europe Music Awards            | Best Push Act                     | Bebe Rexha          | Nominated    |
| 2016  | MTV Europe Music Awards            | Best Look                         | Bebe Rexha          | Nominated    |
| 2016  | Bravo Otto                         | Super Female Singer               | Bebe Rexha          | Nominated    |
| 2017  | Victoria's Secret                  | Sexiest Rising Songstress         | Bebe Rexha          | فازت         |
| 2017  | Edison Awards                      | Best Pop Song                     | In the Name of Love | فازت         |
| 2017  | WDM Radio Awards                   | Best Global Track                 | In the Name of Love | رشحت         |
| 2017  | BMI R&B/Hip-Hop Songwriting Awards | Song of the Year                  | Me, Myself & I      | فازت         |
| 2018  | iHeartRadio Music Awards           | Cutest Musician’s Pet             | Bear Rexha          | قيد الانتظار |
| ----- | ---------------------------------- | --------------------------------- | ------------------- | ------------ |

## وصلات خارجية
- الموقع الرسمي
- بيبي ريكسا على موقع IMDb (الإنجليزية)
- بيبي ريكسا على موقع روتن توميتوز (الإنجليزية)
- بيبي ريكسا على موقع ألو سيني (الفرنسية)
- بيبي ريكسا على موقع ميوزك برينز (الإنجليزية)
- بيبي ريكسا على موقع رولينغ ستون (الإنجليزية)
- بيبي ريكسا على موقع أول ميوزيك (الإنجليزية)
- بيبي ريكسا على موقع ديسكوغز (الإنجليزية)
- بيبي ريكسا على موقع قاعدة بيانات الفيلم (الإنجليزية)